# Guangzhou International Women's Open 2005
Guangzhou International Women's Open 2005 — тенісний турнір, що проходив на відкритих кортах з твердим покриттям у Гуанчжоу (КНР). Це був другий за ліком Guangzhou International Women's Open. Належав до турнірів 3-ї категорії в рамках Туру WTA 2005. Тривав з 26 вересня до 2 жовтня 2005 року. Загальний призовий фонд турніру становив 170 тис. доларів США.

## Учасниці основної сітки в одиночному розряді

### Сіяні
| Країна     | Гравчиня               | Рейтинг1 | Сіяна |
| ---------- | ---------------------- | -------- | ----- |
| Росія      | Віра Звонарьова        | 20       | 1     |
| КНР        | Пен Шуай               | 33       | 2     |
| КНР        | Лі На                  | 35       | 3     |
| Росія      | Марія Кириленко        | 45       | 4     |
| КНР        | Чжен Цзє               | 46       | 5     |
| Іспанія    | Нурія Льягостера Вівес | 54       | 6     |
| Польща     | Марта Домаховська      | 64       | 7     |
| Словаччина | Мартина Суха           | 65       | 8     |

- 1 Посів ґрунтується на рейтингу станом на 15 вересня 2005.

### Інші учасниці
Учасниці, що отримали вайлд-кард на участь в основній сітці
- Chen Yan-chong
- Xie Yan-ze

Нижче наведено учасниць, що пробились в основну сітку через стадію кваліфікації в одиночному розряді:
- Вікторія Азаренко
- Джанет Лі
- Сунь Шеннань
- Юань Мен

Учасниці, що потрапили до основної сітки як a щасливий лузер:
- Івана Лісяк

## фінали

### Одиночний розряд
Янь Цзи —  Нурія Льягостера Вівес, 6–4, 4–0, ret.
- Для Янь це був єдиний титул WTA за кар'єру.

### Парний розряд
Марія Елена Камерін /  Еммануель Гальярді —  Нега Уберой /  Шіха Уберой, 7–6(7–5), 6–3